# جرج اورول
اریک آرتور بلر (به انگلیسی: Eric Arthur Blair) با نامِ مستعار جُرج اوروِل (به انگلیسی: George Orwell) (۲۵ ژوئن ۱۹۰۳ – ۲۱ ژانویه ۱۹۵۰) داستان‌نویس، روزنامه‌نگار، منتقدِ ادبی و شاعر انگلیسی بود. او بیشتر برای دو رمان سرشناس و پرفروش مزرعه حیوانات که در ۱۹۴۵ منتشر شد و در اواخر دههٔ ۱۹۵۰ به شهرت رسید و نیز رمان ۱۹۸۴ شناخته می‌شود. این دو کتاب بر روی هم بیش از هر دو کتابِ دیگری از یک نویسندهٔ قرن بیستمی، فروش داشته‌اند. او همچنین با نقدهای پرشماری که بر کتاب‌ها نوشت، بهترین وقایع‌نگار فرهنگ و ادب انگلیسی قرن شناخته می‌شود.

## زندگی

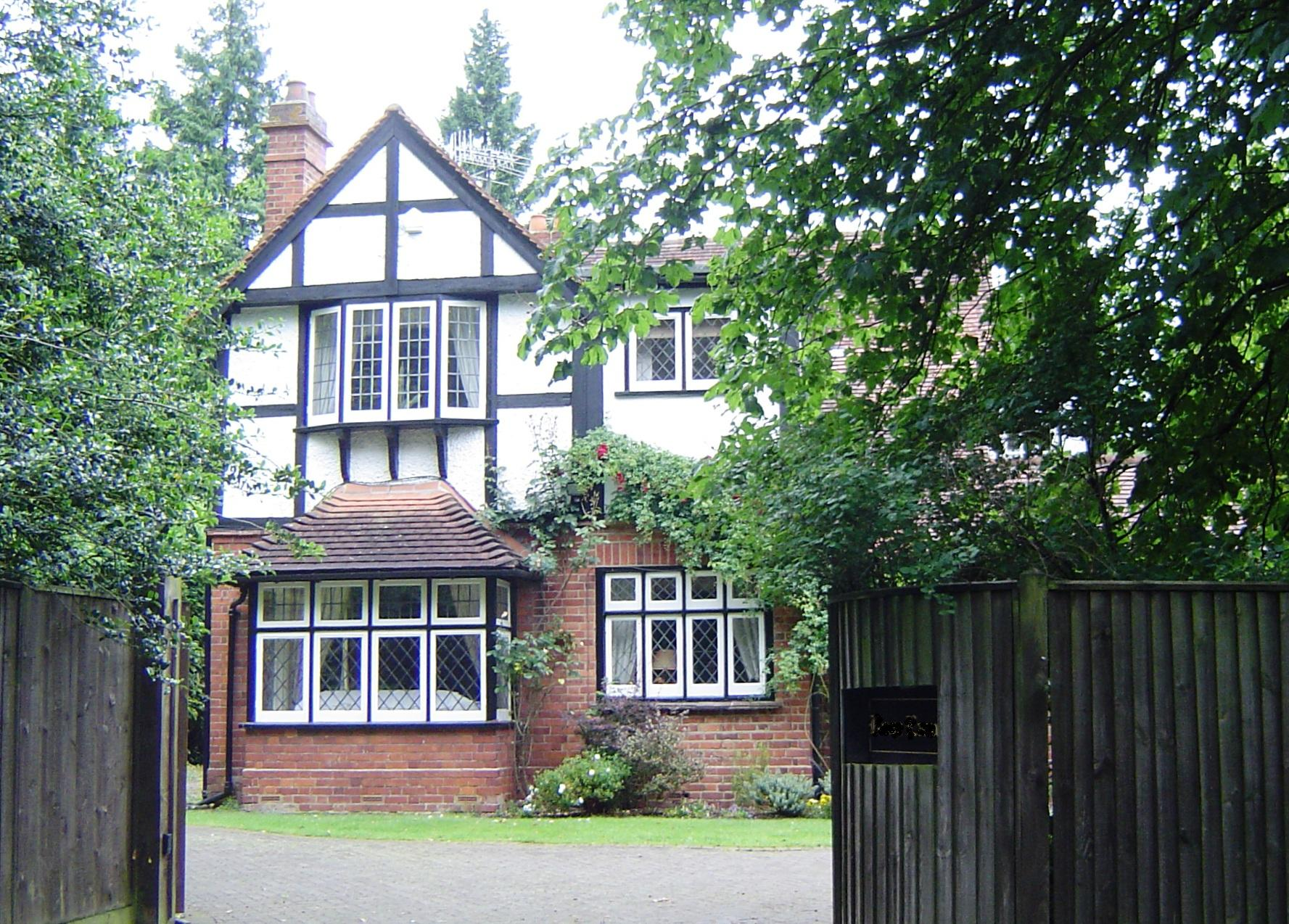
خانهٔ بِلِرها در شیپلیک

اریک بلر در ۲۵ ژوئن ۱۹۰۳ در شهر موتهاری، استان بیهار در راج بریتانیا زاده شد. پدرِ پدربزرگِ وی چارلز بلر یک نجیب زادهٔ ثروتمند و زمین‌دار بود که با لیدی فان -دخترِ ارل وِستمُرلند- ازدواج کرده بود. پدربزرگِ او، توماس ریچارد آرتور بلر، یک روحانی بود. خودِ وی، خانواده اش را با دیدگاهِ طبقه اجتماعی و نه بر مبنایِ موقعیت موروثی توصیف می‌کند. پدرش ریچارد والمزلی بلر در ادارهٔ خدماتِ رفاهِ سلطنتی کار می‌کرد. اِریک بلر (جرج اورول) (اُروِل) دو خواهر داشت. مارجری، پنج سال بزرگ‌تر از وی و اِوریل، پنج سال کوچک‌تر بود. زمانی که اریک یک ساله بود، مادرش او و خواهر بزرگترش را به انگلستان برد. آیدا بلر و فرزندانش در هنلی-آن-تیمز آکسفوردشر ساکن شدند. اریک با مادر و خواهرانِ خود بزرگ می‌شد و جز یک دیدارِ کوتاه در میانهٔ سالِ ۱۹۰۷، پدرِ خود ریچارد بلر را تا سال ۱۹۱۲ ندید. دفتر خاطراتِ مادرش از سالِ ۱۹۰۵ توصیفِ دورانی پر جُنب‌وجوش از فعالیت‌های اجتماعی و علایقِ هنری است.
خانوادهٔ بِلِرها پیش از جنگ جهانی اول به شیپلیک نقلِ مکان کردند. اریک در آنجا با خانوادهٔ بادیکام‌ها و به ویژه با جاسینتا بادیکام دوست شد. جاسینتا و اریک شعر می‌گفتند و می‌نوشتند و رؤیای نویسندهٔ معروف شدن را داشتند. اریک گفته بود ممکن است روزی یک کتاب در سبکِ اچ. جی. ولز و آرمان‌شهری بنویسد. در این هنگام، او از تیراندازی، ماهیگیری و تماشای پرنده‌ها با همراهیِ برادر و خواهرِ جاسینتا هم لذت می‌برد.
در پنج سالگی، اریک به یک دِیرمدرسه در هنلی-آن-تیمز، که خواهر بزرگترش مارجوری نیز حضور داشت، فرستاده شد. این مدرسه، یک صومعهٔ کاتولیک رومی با یاریِ راهبه فرانسوی اورسولاین بود که پس از تعلیقِ آموزشِ مذهبی در سال ۱۹۰۳ در فرانسه به انگلستان آمده بود. مادرِ اِریک دوست داشت که او به جای یک مدرسهٔ مذهبی، به یک مدرسهٔ آموزش و پرورش عمومی برود اما خانواده‌اش توانِ پرداخت هزینهٔ آن را نداشت، نیاز بود برایش بورسیه گرفته شود. چارلز لیموزین، برادرِ آیدا بلر، پیشنهاد کرد اریک به مدرسه‌ای در ایست‌بورن فرستاده شود. لیموزین یک گلف‌بازِ ماهر بود و مدیرِ مدرسه و مسابقاتِ باشگاه گلف ایست‌بورن را می‌شناخت و در چندین مسابقه در سال ۱۹۰۳ و ۱۹۰۴ پیروزی‌هایی به دست آورده بود. مدیر یاری رساندن به بلر را برای گرفتنِ بورس تحصیلی پذیرفت و تمهیداتِ مالیِ ویژه‌ای برقرار کرد تا پدر و مادر اریک تنها نیمی از هزینه‌های معمولِ مدرسه را پرداخت کنند. در سپتامبر ۱۹۱۱ اریک به مدرسهٔ سنت سیپریان رسید. او برای پنج سال در آن مدرسه بود و تنها برای تعطیلات مدرسه به خانه بازمی‌گشت. او هیچ‌چیز از کاهشِ هزینه‌های تحصیلش نمی‌دانست، گرچه بزودی دریافت که «از یک خانوادهٔ فقیر می‌آید.» او از مدرسه خوشش نمی‌آمد.

### پلیس شدن در برمه
جرج اورول، از اکتبر ۱۹۲۲ تا دسامبر ۱۹۲۷ میلادی، در پلیس سلطنتی هند در برمه خدمت می‌کرد. در آن دوران، برمه، استانی در هند بریتانیا بود.
در اکتبر سال ۱۹۲۲ میلادی، سوار بر ناو اِس‌اِس هرفوردشر و از راهِ کانال سوئز و سری‌لانکا به سفر دریایی برای پیوستن به پلیسِ سلطنتیِ هند در برمه اقدام کرد. یک ماهِ بعد به رانگون رسید و سپس برای آموزش در مدرسهٔ آموزشِ پلیس به ماندالی رفت. پس از مدتی کوتاه از خدمت در میامیو، به یک پاسگاهِ مرزی در میانگمیا در ۱۹۲۴ گمارده شد. کار به‌عنوانِ یک پلیسِ امپریالیستی، به وی مسئولیتِ بسیار بیشتری نسبت به قبل داد. هنگامی‌که او در دلتای توانته به عنوان یک افسرِ زیربخش خدمت می‌کرد، مسئولِ امنیتِ نزدیک به ۲۰۰٬۰۰۰ تن بود. در پایان سال ۱۹۲۴ میلادی، به مقامِ دستیارِ سرپرستِ منطقه ارتقا یافت و به سیریم منتقل شد که به رانگون نزدیکتر بود.
پالایشگاهِ سرریم وابسته به شرکت نفت برمه در آن منطقه، شبانه‌روز مشغولِ آلوده کردنِ محیط و منابعِ گیاهی با گوگرد دی‌اکسید بود اما شهر درعینِ حال، در نزدیکی رانگون هم قرار داشت. از همین‌رو بلر هرگاه می‌توانست به شهر می‌رفت تا «به جستجو در یک کتابفروشی یا خوردنِ غذاهایی که خوب پخته شده باشند و به دور از روالِ خسته‌کنندهٔ زندگیِ پلیسی» مشغول باشد.

### درکِ بی‌خانمانی و فقر
زندگی در محیطی طبقاتی در هند و انگلیس باعثِ نگاهِ ویژهٔ او به پدیدهٔ فقر شد؛ موضوعی که مهم‌ترین عنصرِ رمان‌ها و نوشتارهای او را تشکیل می‌دهد. در جوانی برای کسب تجربه مدتی را در بین فقرا، بی‌خانمانان و کارگرانِ فصلی لندن و پاریس گذراند و بعضی مواقع در ظرفشوییِ یک هتل کار می‌کرد. در این زمان شروع به نوشتن تجربیات خود کرد که به نخستین کتابش آس و پاس‌ها در پاریس و لندن (ترجمه درست‌تر: فقر و دربه‌دری در پاریس و لندن) انجامید. بی‌درنگ پس از این کتاب، به رمان‌نویسی پرداخت و دو رمان نخستش نیز بر اساس همین تجربیاتش در برمه (روزهای برمه) و انگلیس (دختر کشیش) شکل گرفت.

### جنگ در اسپانیا
اورول نیز مانند بسیاری از نویسندگان و روشن‌فکران اروپایی هم‌عصر خود، در دهه ۱۹۳۰ به اسپانیا رفت تا علیه ارتش فاشیست ژنرال فرانکو بجنگد. او در این جنگ مجروح شد و هرگز کاملاً بهبود نیافت و همین جراحت در نهایت به مرگ او انجامید. اورول کتاب درود بر کاتالونیا را بر اساس دیده‌های خود در اسپانیا نوشت.

### تأثیراتِ جنگ
هوای تازه واپسین رمان او پیش از آغاز جنگ جهانی دوم است. در سال‌های نخستین جنگ به روزنامه‌نگاری و نقد کتاب پرداخت، ولی در سال ۱۹۴۳ پس از مرگ مادرش کار بر روی رمانی که تا امروز به آن مشهور است یعنی مزرعه حیوانات (در ایران قلعه حیوانات) را آغاز کرد. رمان او به‌دلیل اشاره غیرمستقیمش به شوروی که آن زمان متحدِ انگلیس بود، تا یک سال چاپ نشد. با انتشار کتاب در ۱۹۴۵ در انگلیس و ۱۹۴۶ در آمریکا اورول به شهرت رسید. در چهار سالِ بعدی، اورول به جزیرهٔ جوره در شمالِ اسکاتلند رفت و افزون بر ادامهٔ کارِ ستون‌نویسی برای روزنامه‌ها، کار بر روی مهم‌ترین و واپسین اثرِ خود هزار و نهصد و هشتاد و چهار را آغاز کرد.

### بیماری و ازدواج
مدت کوتاهی بعد اورول به‌دلیل بیماری مزمن ریوی‌اش در بیمارستان بستری شد. او در همان بیمارستان با سونیا برونل ازدواج کرد.

### درگذشت
هفت ماه پس از چاپِ کتابِ ۱۹۸۴، اورول در بیستم ژانویه ۱۹۵۰ در اثر بیماری سل درگذشت؛ و قبر او در کلیسای آل سنت، ساتون کورتن‌نی در آکسفوردشر در بریتانیا قرار دارد.

## سبک زندگی
اورول یک سیگاری قهار بود، به شکلی که با وجودِ وضعیتِ وخیمِ ریه‌هایش همیشه در حالِ سیگار کشیدن بود. او همچنین علاقهٔ شدیدی به نوشیدنِ چای داشت و حتی مقاله‌ای به نام چگونه یک چایِ عالی درست کنیم نوشته بود. او آبجوی انگلیسی را ستایش می‌کرد و در سال ۱۹۴۶ مقاله‌ای دربارهٔ یک میکده رؤیایی و ایدئال نوشت که «ماهِ زیرِ آب» نام گرفت.

## خانه محل تولد
در یکم ژوئیه ۲۰۱۴ خانه محل تولد وی در شهر موتهاری استان بیهار، توسط دولت محلی به موزه تبدیل شد.

## خاطرات پسر جرج اورول
ژوئن سال ۱۹۴۴، جرج اورول و همسرش آیلین، پسری سه‌ساله را به فرزندی پذیرفتند که نامش ریچارد هوراشیو بلر بود. او که اکنون مهندس بازنشسته است، هرگز فاش نساخت که فرزندخوانده اورول است. او برای نخستین بار تصمیم گرفت در حاشیه جشنواره ادبی آکسفورد دربارهٔ پدرش سخن بگوید و از خاطرات کودکی‌اش حرف بزند.

## فهرست آثار
رمان‌ها
- روزهای برمه (۱۹۳۴)
- دختر کشیش (۱۹۳۵)
- به آسپیدیستراها رسیدگی کن (پول و دیگر هیچ) (۱۹۳۶)
- هوای تازه (گریز) (۱۹۳۹)
- مزرعه حیوانات (۱۹۴۵)
- ۱۹۸۴ (هزار و نهصد و هشتاد و چهار) (۱۹۴۹)

کتابها بر اساس تجربیات شخصی
- آس و پاس‌ها در پاریس و لندن (۱۹۳۳)
- ژرفنا: جاده به‌سوی اسکله ویگان (۱۹۳۷)
- درود بر کاتالونیا (۱۹۳۸)

مقالات
- یک فنجان چای دبش (۱۲ ژانویهٔ ۱۹۴۶)

## اقتباس از کتاب‌ها
دو کتاب مزرعه حیوانات و ۱۹۸۴ بارها مورد انواع اقتباس‌های هنری در تئاتر، تلویزیون و سینما قرار گرفته‌اند که شاید معروف‌ترین آنها، فیلم ۱۹۸۴ به کارگردانی مایکل اندرسون و همچنین هر دو اثر یاد شده توسط مایکل ردفورد باشد. این فیلم که با وفاداری کامل به اصل اثر ساخته شده‌است در ۱۴ دسامبر ۱۹۸۴ در سینماهای جهان به نمایش درآمد و توانست ۶ جایزه را در فستیوالهای جهانی سینما ازآن خود کند. همچنین گروه موسیقی پینک فلوید آلبوم جانوران (آلبوم پینک فلوید) را به اقتباس از  کتاب قلعه حیوانات ساخته است که یکی از آلبوم های شاخص این گروه موسیقی است